# Agamenón (historieta)
Agamenón fue una historieta humorística creada en 1961 por el guionista y dibujante español Nené Estivill para la revista Tío Vivo de Editorial Bruguera, en la que se reflejaba la vida en la España rural de los años sesenta, ya en trance de desaparición.

## Trayectoria editorial
Agamenón apareció por primera vez en el número 20 de la segunda época de la revista Tío Vivo.
En 1971, Bruguera editó un álbum de historietas del personaje, Agamenón, un mozo mu espabilao (Olé!, núm. 13), y siguió publicándose en otras revistas de la casa, Super Tío Vivo (1972), Mortadelo Gigante (1974), Mortadelo Especial (1976).
Ediciones B lo recogió en Mortadelo Extra (1987).

## Características
Agamenón es una de las pocas historietas de la época, si no la única, en prestar atención al mundo rural, del que ofrece una imagen bastante negativa. La acción se sitúa en Villamulas del Monte, un pueblo de localización indeterminada, que puede ser cualquier pueblo de la España de la época. El pueblo más cercano es Villaburros del Cerro.
El protagonista es Agamenón, el mozo más bruto del pueblo, aunque de buen corazón. El investigador Juan Antonio Ramírez lo incluye en el apartado de Marginados, junto a otros personajes de la editorial como Carpanta (1947), Gordito Relleno (1948), Currito Farola (1951), Don Danubio (1951), Morfeo Pérez (1952), Rompetechos (1964) y Pitagorín (1966), caracterizados por un alto grado de extrañamiento respecto a su entorno.
Junto a él una galería de secundarios: sus padres, su abuela, su tío Lirón, el tío Perico (dueño de la tienda de comestibles), don Cipriano, don Ruperto (el alcalde), el doctor Serrucho, el marqués de Perogrullo, Olegario (el alguacil) y el guapo Currico Semola. Agamenón y los mozos del pueblo lucen la boina como prenda distintiva, y muchas de las mujeres, entre ellas la abuela del protagonista, llevan la cabeza cubierta con un pañuelo.
Las historietas son breves, de una o dos páginas y muestran una estructura reiterativa, casi poética. En la última viñeta de cada historieta, la abuela comenta siempre con la misma frase la salvajada de Agamenón: "Igualico, igualico que el defunto de su agüelico".
Los diálogos de los personajes reflejan el modo de hablar del medio rural, quizá especialmente de la zona de Aragón (diminutivos en -ico, vacilación entre la e y la i). Fue una de las primeras series de historieta españolas en tratar de reproducir fonéticamente el lenguaje oral, aunque a principios de 1967 las expresiones incorrectas pasaron a aparecer entrecomilladas, seguramente como consecuencia del Estatuto Regulador de Publicaciones Infantiles y Juveniles, recién aprobado por la comisión respectiva.
Muestra también un dibujo "feísta".

## Valoración
Ramírez la considera una obra maestra, ejemplo de la renovación de la escuela Bruguera en los años sesenta, y que destaca por su espontaneidad y gracia. Su lenguaje y su estilo gráfico muestran también una gran originalidad, según Antoni Guiral.